# 별처럼
《별처럼》은 태연과 더 원의 듀엣 싱글로서 2010년 11월 17일에 발매되었다. 〈별처럼〉은 2011년 1월 20일에 발매된 더 원의 정규 4집 Part.1 《다시 걷는다》에서 3번 트랙으로 수록되었다.

## 개요
〈별처럼〉은 태연과 더 원이 6년전에 함께 불렀던 〈You Bring Me Joy (Part.2)〉에 이어 두 번째로 함께하는 곡으로서 작곡가 조영수와 안영민이 함께 작업한 듀엣 발라드 곡이다.

한편 뮤직비디오도 제작 되었는데, 유승호와 박은빈이 주인공이며, 뮤직비디오 티저영상은 2010년 11월 15일에 TAE YEON with YOO SEUNG HO 제목의 50초 분량의 영상, 다음날인 2010년 11월 16일에는 THE ONE with PARK EUN BIN 제목의 46초 분량의 영상으로 두가지 버전이 미리 공개되었다. 정식 뮤직비디오는 비공식적으로 음원이 발매된 2010년 11월 17일에 4분 14초 분량으로 디시인사이드 '태연갤러리'에서 최초 공개되었다. 공식적인 뮤직비디오 풀버전 공개는 2010년 11월 18일에 공개되었다.

## 트랙리스트
| #  | 제목               | 작사   | 작곡   | 재생 시간 |
| -- | ------------------ | ------ | ------ | --------- |
| 1. | 〈별처럼〉         | 안영민 | 조영수 | 3:57      |
| 2. | 〈별처럼 (Inst.)〉 |        | 조영수 | 3:57      |

## 성과
〈별처럼〉은 음원사이트에서 상위권을 차지하였는데 싸이월드 BGM 보관됨 2010-03-02 - 웨이백 머신 차트와 SM엔터테인먼트와의 저작권 문제로 갈등이 있는 Mnet에서의 2군데를 제외한 주요사이트에서 '일간차트 1위'와 '주간차트 1위'를 모두 차지하는 이른바 '올킬'을 차지했다.
 밑의 표는 〈별처럼〉의 일간차트 최고순위이다.
| 음원사이트                            | 날짜                                                                    | 최고순위 | 비고                                                                 |
| ------------------------------------- | ----------------------------------------------------------------------- | -------- | -------------------------------------------------------------------- |
| Melon                                 | 2010년 11월 19일 ~ 2010년 11월 25일                                     | 1위      | 7일 연속 1위                                                         |
| Mnet                                  | 2010년 11월 18일                                                        | 3위      | Mnet은 11월 18일 이후로는 음원 제공을 하지 않아 순위표에 집계가 안됨 |
| 도시락                                | 2010년 11월 19일 ~ 2010년 11월 24일                                     | 1위      | 6일 연속 1위                                                         |
| Bugs                                  | 2010년 11월 18일 ~ 2010년 11월 24일                                     | 1위      | 7일 연속 1위                                                         |
| 소리바다                              | 2010년 11월 19일 ~ 2010년 11월 24일                                     | 1위      | 6일 연속 1위                                                         |
| 싸이월드                              | 2010년 11월 18일 ~ 2010년 11월 20일                                     | 2위      | 3일 연속 2위                                                         |
| 몽키3 보관됨 2016-01-23 - 웨이백 머신 | 2010년 11월 18일 ~ 2010년 11월 19일 2010년 11월 21일 ~ 2010년 11월 23일 | 1위      | 5일 1위                                                              |

주간차트도 2010년 12월 첫째주에 각종 음원사이트에서 1위를 차지했다. 이를 바탕으로 가온차트에서도 2010년 48주 '디지털 종합차트'와 '온라인 차트'에서 1위를 차지하였다.
그리고 공중파 음악프로그램 차트에서도 상위권을 차지하였는데, 다음은 〈별처럼〉의 KBS 뮤직뱅크 K차트 순위이다.
| 주간                                  | 순위 | 비고 |
| ------------------------------------- | ---- | ---- |
| 11월 넷째주 (2010.11.15 ~ 2010.11.21) | 15위 | 진입 |
| 12월 첫째주 (2010.11.22 ~ 2010.11.28) | 7위  |      |
| 12월 둘째주 (2010.11.29 ~ 2010.12.05) | 5위  |      |
| 12월 셋째주 (2010.12.06 ~ 2010.12.12) | 7위  |      |
| 12월 넷째주 (2010.12.13 ~ 2010.12.19) | 14위 |      |

| 가온 디지털 종합 주간 차트 1위 노래 |                         |                               |
| 이전                                | 2010년 11월 21일 ~ 27일 | 다음                          |
| "언제나" 허각                       | 2010년 11월 21일 ~ 27일 | "똑같다면" 브라운 아이드 소울 |
|                                     |                         |                               |
|                                     |                         |                               |